# Ribes komarovii
Espèce
Classification APG III (2009)
Le Groseillier de Corée (Ribes komarovii) est un arbuste de la famille des grossulariacées originaire d'Asie tempérée.
Nom chinois : 长白茶
Ce groseillier a été dédié à Vladimir Leontievitch Komarov, botaniste russe, par Antonina Ivanovna Pojarkova.

## Description

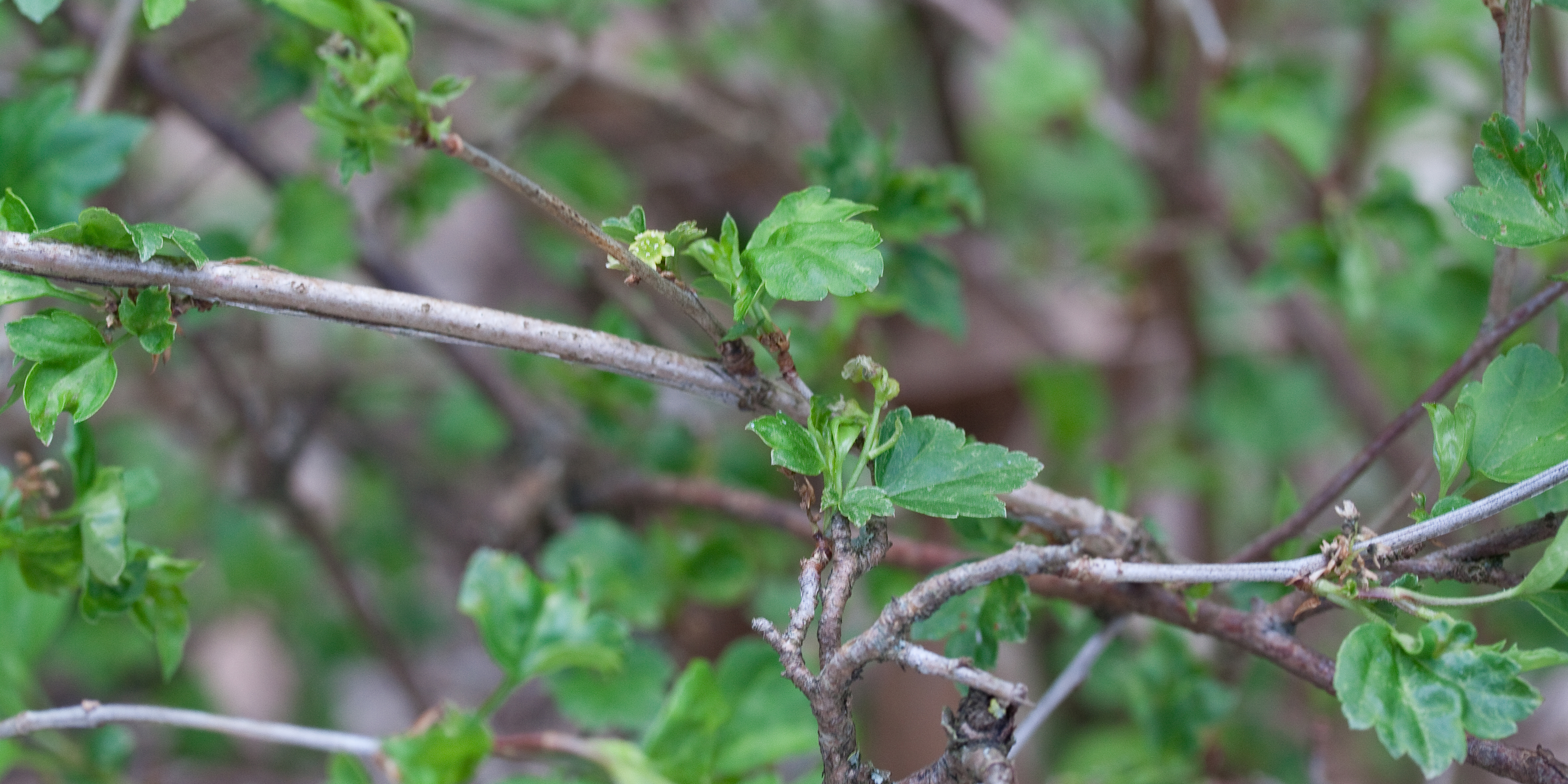

C'est un arbuste caduc, pouvant atteindre 3 m de haut.
Les feuilles sont généralement trilobées et irrégulièrement crénelées-dentelées.
Les fleurs, jaune-verdâtre, au calice pentalobé, à 5 pétales un peu moins grands que les lobes du calice et 5 étamines, alternant avec les pétales et légèrement plus longues. L'ovaire est glabre et le style bilobé.
Les fruits sont rouges, glabres, de 7 à 8 mm de diamètre.

## Utilisation
Antonina Pojarkova signale à la fois une utilisation ornementale et une utilisation possible des fruits en boisson alcoolisée.

## Répartition
Cet arbuste est originaire des régions tempérées d'Asie : Sibérie, Chine (Gansu, ouest Hebei, sud-est Heilongjiang, ouest Henan, Jilin, Liaoning, Shaanxi, Shanxi), Corée du Nord.
Son habitat est forestier ou semi-forestier, de 400 à 2000 m d'altitude.